# Isola Filicudi

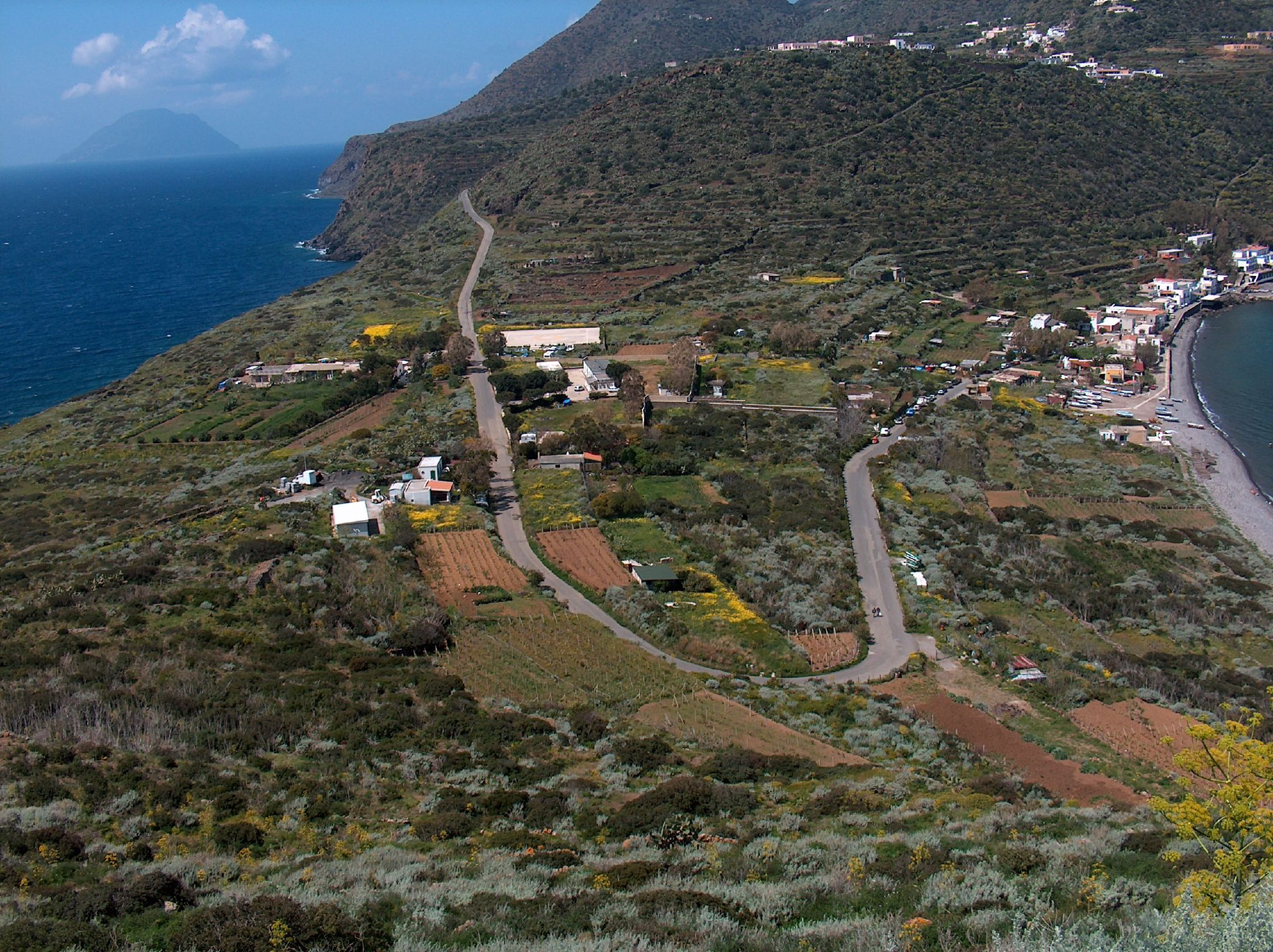
Piano del Porto

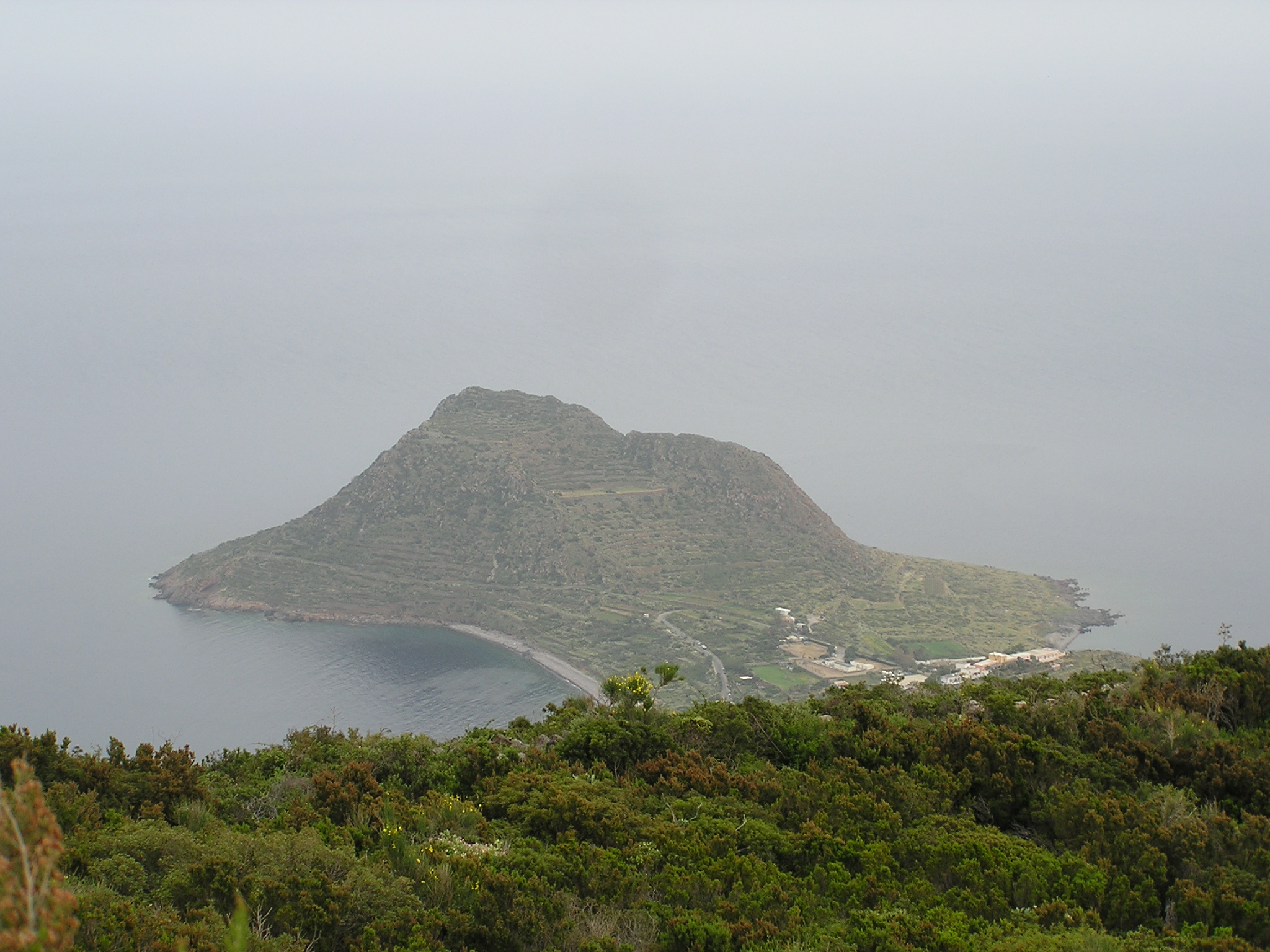
Capo Graziano

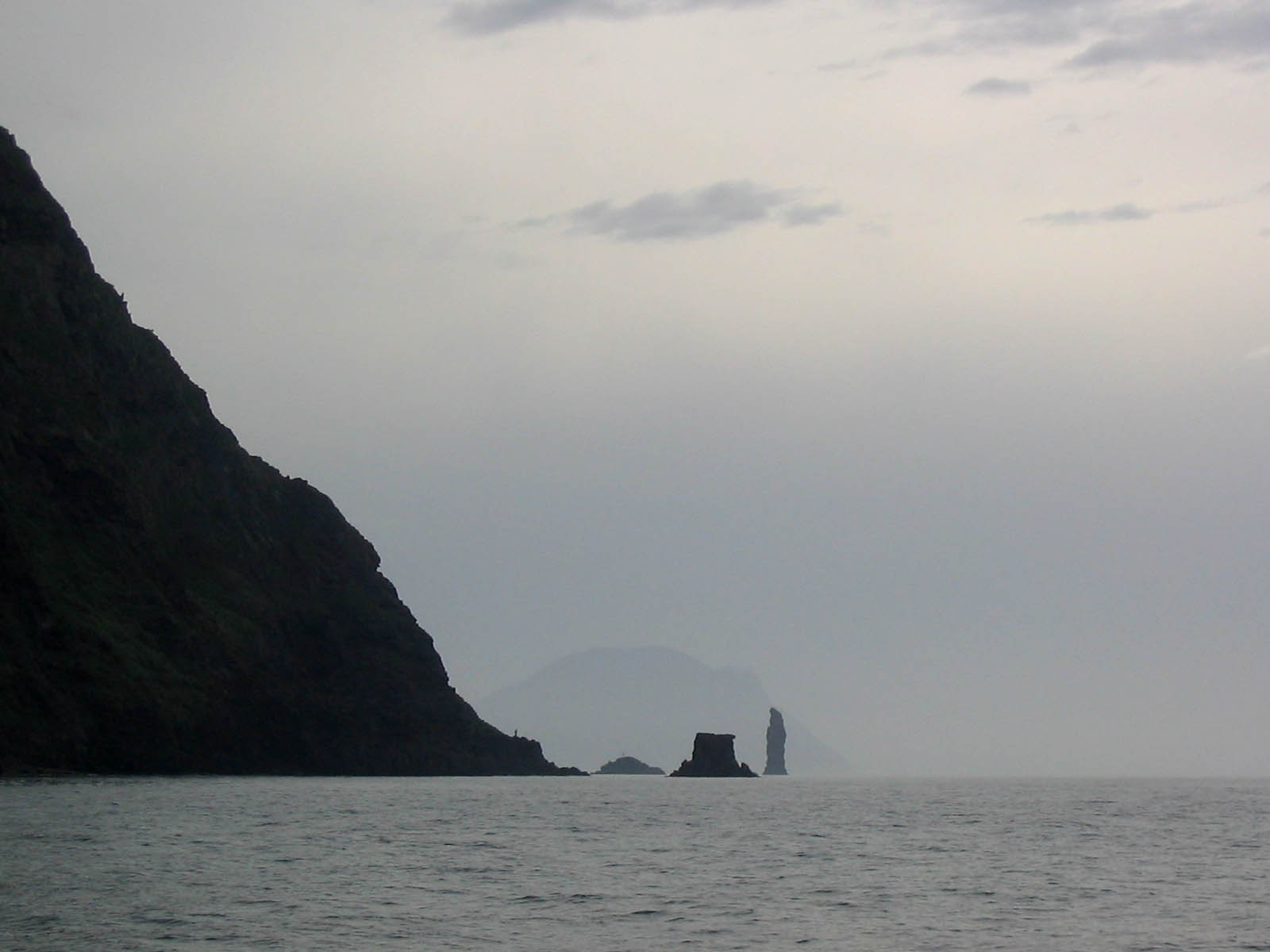
Filicudi, vista da E-NE: scoglio della Fortuna e faraglione La Canna. Alicudi sullo sfondo

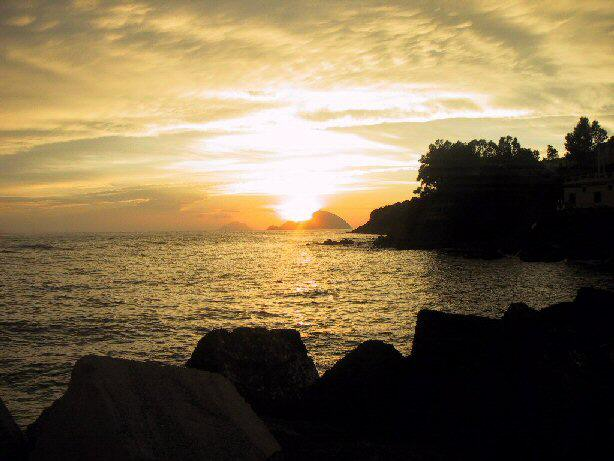
Vista di Alicudi e Filicudi

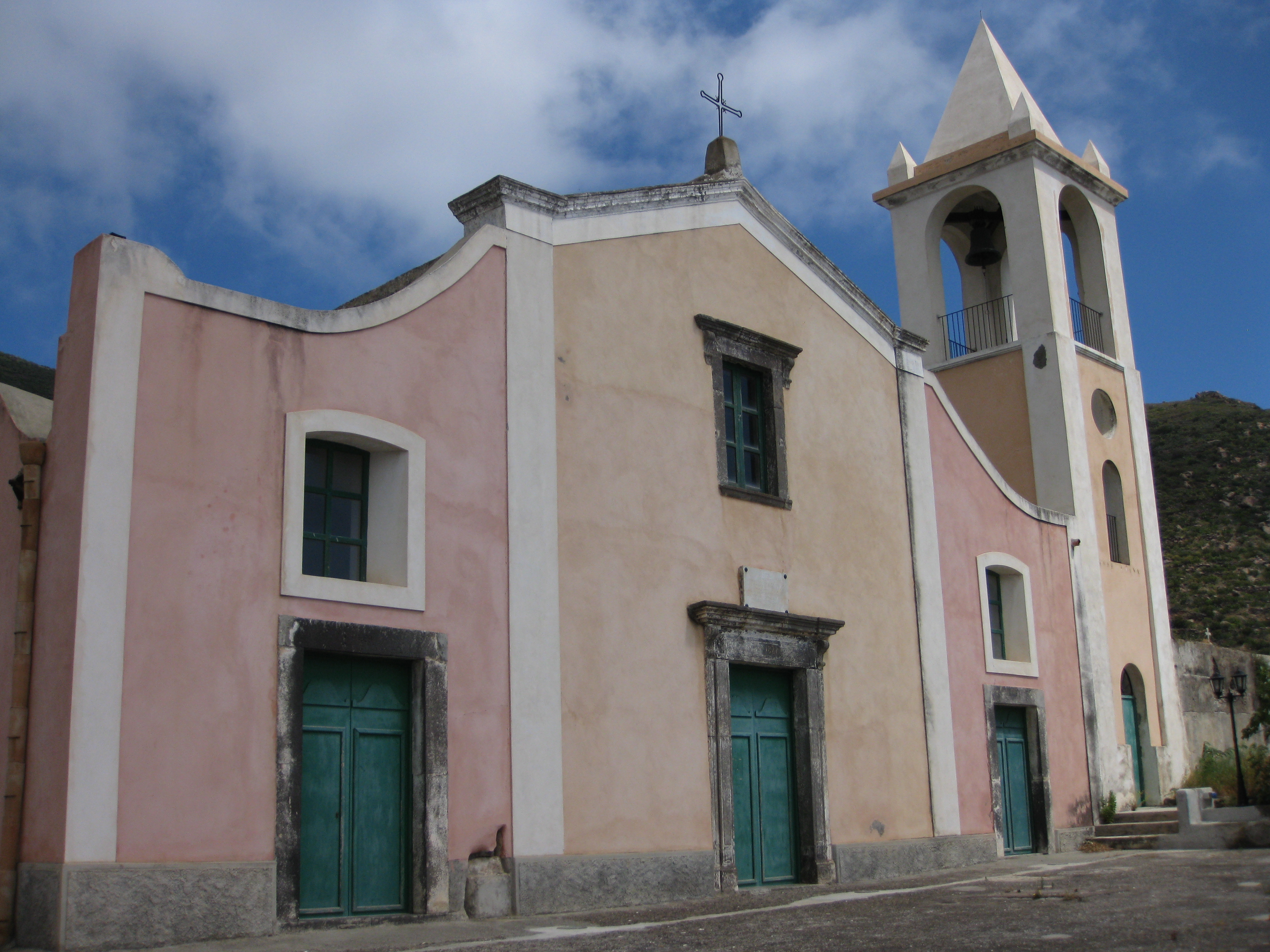
Chiesa di Santo Stefano a Valdichiesa

Filicudi è un'isola dell'Italia appartenente all'arcipelago delle isole Eolie, in Sicilia.
Amministrativamente fa parte del comune di Lipari. Sull'isola sono presenti diversi centri abitati o borgate.

## Origini del nome
Anticamente l'isola era nota in greco antico come Φοινικοῦσσα (Phoinikoûssa) e successivamente anche Φοινικώδης (Phoinikṓdēs). Entrambe queste varianti sono composte da una prima parte φοῖνῐξ (phoînix), che in greco antico è generalmente ricondotto al significato di palma nana, assai diffusa in epoca antica e oggi ancora presente sui promontori dell'isola, e da due desinenze differenti, -εσσᾰ (-essa) e -ώδης (-ṓdēs), che hanno entrambe il significato di "caratterizzato da" o "pieno di".
Il toponimo fu poi latinizzato in Phoenīcūsa o Phoenīcussa. Partendo invece dalla variante Phoenicōdes si è giunti poi, attraverso la dissimilazione della nasale, a Filicudi. Gli abitanti dell'isola sono noti come filicudari.

## Geografia
L'isola di Filicudi è la quinta isola in ordine di grandezza dell'arcipelago delle Eolie e la seconda isola più occidentale dell'arcipelago (dopo Alicudi); è situata a circa 24 miglia nautiche a ovest di Lipari. È dominata dal Monte Fossa Felci, un vulcano spento alto 774 m. Oltre a esso, di vulcani ce ne sono ben altri sette (La Sciara, Montagnola - Piano Sardo, Monte Terrione (chiamato anche "Torrione"), Monte Guardia, Capo Graziano, Monte Chiumento, Riberosse), tutti spenti da molto tempo e di conseguenza fortemente segnati dall'erosione.
La popolazione, circa 200 abitanti (che diventano 3 000 nella stagione estiva), è distribuita tra i centri di Filicudi Porto, Valdichiesa, Pecorini, Pecorini a mare, Canale e Rocca di Ciavoli, collegati tra loro dall'unica strada asfaltata dell'isola e da una fitta trama di strade pedonali. La località di Stimpagnato, nel Sud-est dell'isola, è abitata da turisti soltanto durante l'estate.
Altri centri abitati minori dell'isola sono: Siccagni (accessibile solo dal mare e situato a ovest), Zucco Grande (antico centro nella parte nord-est dell'isola), Serra di Rando, Portella, Guardia, Le Punte, Rosa, Timpone, Liscio.
Gli abitanti si chiamano filicudari e il loro dialetto è il filicudaro.
Le antiche genti di Sicilia, fino ai primi del '900, la denominavano anche "Isola del diavolo" o "delle streghe".

## Ambiente
Sull'isola vegeta la macchia mediterranea composta dal cappero, ginestra, ulivo, lentisco, carrubo, Artemisia arborescens, Erysimum brulloi, Centaurea aeolica.
Tra gli uccelli, il falco pellegrino, il lodolaio, il falco della regina e il falco cuculo.

## Storia
Molto interessanti sono le rovine del villaggio neolitico sul promontorio di Capo Graziano. Recentemente sono state portate alla luce altre rovine (sempre nella zona di Capo Graziano) che hanno preso il nome di Rovine di Filobraccio. I reperti ritrovati testimoniano la presenza sull'isola, durante il Neolitico, di una fiorente industria e lavorazione dell'ossidiana.
È presente sull'isola una sezione del Museo archeologico eoliano, con reperti provenienti dagli scavi di Capo Graziano e da altre zone delle isole Eolie.

### Relitti navali
- Relitto A. Localizzato nella secca di Capo Graziano e datato alla metà del II secolo a.C., aveva un carico costituito da anfore vinarie del tipo Dressel 1B, insieme con vasellame in ceramica a vernice nera del tipo Campana A e Campana B, da ceramica acroma tra cui un askos, una pelvis e un lagynos. Dalla stessa nave provengono tre ceppi d'àncora in piombo, decorati con delfini e astragali.
- Relitto C. Localizzato presso la secca di Capo Graziano, è datato all'età augustea. Il carico era costituito da anfore del tipo Haltern 71/Oberaden 83.
- Relitto E. Scoperto nel 1968 presso la secca di Capo Graziano, apparteneva a una nave di commercio armata con cannoni veneziani del XVI secolo.
- Relitto F. Localizzato presso Capo Graziano e datato alla prima metà del III secolo a.C., trasportava un carico composto da anfore greco-italiche e da ceramica a vernice nera e acroma.

## Economia
A oggi i principali prodotti agricoli dell'isola sono i capperi e i fichi. La principale voce dell'economia locale è il turismo. La pesca non è praticata intensamente, mentre lo è quella amatoriale o comunque non professionale.

## Cultura
Ogni due anni si tiene a Filicudi la tradizionale Biennale d'Arte. Data la piccola dimensione dell'evento, è stata soprannominata la "Più piccola Biennale del mondo". La Biennale è nata da una idea dello scultore svizzero Jacques Basler (uno dei più noti artisti abitudinari dell'isola) che ospitò le prime edizioni presso la sua casa. Negli ultimi anni l'evento ha visto un avvicendamento degli organizzatori e una modifica della forma.
Un altro artista abitudinario dell'isola è Ugo La Pietra. Lo scrittore e compositore Roland Zoss presenta la storia di Filicudi ne Die Insel hinterm Mond.
Originari di quest'isola sono i genitori del rapper Dargen D'Amico.

## Ecologia
Filicudi è sotto la protezione dell'UNESCO, in quanto patrimonio dell'umanità. È stato creato un parco regionale in parte dell'isola.

## Trasporti
Il collegamento dell'isola di Filicudi alla terraferma è assicurato da un servizio di trasporto marittimo via aliscafo, nave o catamarano. Per andare a Milazzo, si effettuano gli scali di Rinella e Santa Marina Salina, Lipari e Vulcano. I collegamenti esistono anche con la città di Palermo. Il comune di Lipari ha imposto una tassa di 1,5 euro per l'entrata nel suo territorio.
Esiste anche un collegamento con Napoli tramite la nave Laurana dalla Siremar (in alcuni giorni è richiesto lo scalo a Salina per effettuare il cambio nave).

## Sviluppo
L'energia elettrica è stata portata a Filicudi nel 1986 con un impianto di generazione a gasolio; ciò ha innescato un repentino balzo nel futuro nella quotidianità degli isolani. Il turismo ha iniziato a svilupparsi in quel periodo, crescendo poi di anno in anno. Con l'elettricità sono giunti sull'isola ausili per ogni attività, tra i quali pompe elettriche per l'acqua dei pozzi; i televisori sono divenuti di massa, gli elettrodomestici sono tornati utili. Quanto all'acqua corrente, la si trasporta tramite navi cisterna, per poi distribuirla sulla rete idrica. La proposta di costruire un impianto dissalatore non è ancora stata attuata.

## Approdi
Due sono gli approdi principali di Filicudi, nessuno dei quali può definirsi «sicuro» per ogni condizione meteorologica: 
- il porto, quello dove approdano quasi tutte le navi, i traghetti e gli aliscafi, è naturalmente la zona più frequentata e «commerciale» dell'isola di Filicudi.
- Pecorini a Mare rappresenta l'alternativa di attracco nelle giornate nelle quali, per le condizioni meteo o per altri motivi, i mezzi di collegamento non possono attraccare al porto.

## Poste
Nell'isola è presente un ufficio postale in contrada Pecorini monte, vicino alla chiesa di Pecorini, adornato da una macina in pietra di un antico mulino.

## Sport
L'unico sport praticato sull'isola è il calcio, con partite amatoriali organizzate solitamente la domenica nel «campetto» improvvisato a Valdichiesa. Il campetto è aperto a tutti; il terreno di gioco è in terra battuta e ci sono due porte con le reti; c'è anche un impianto di illuminazione. L'accesso principale al terreno di gioco è nella strada vicinale Torrione. Il campetto, e il terreno vicino al campetto, appartengono agli eredi di Angela Castellano fu Salvatore e il panorama di fronte al campetto è meraviglioso.
Esiste una squadra regolarmente iscritta ai campionati provinciali di Terza Categoria della Provincia di Messina. I componenti della squadra sono quasi tutti giovani filicudari; le partite in casa del Filicudi vengono giocate sul campo neutro del Balestrieri di Lipari, essendo l'isola di Filicudi ancora sprovvista di impianti regolamentari.

## Luoghi di interesse
- Il tramonto, da Stimpagnato, con vista sullo scoglio La Canna e con lo sfondo di Alicudi
- Il villaggio neolitico e l’ara sacrificale sul promontorio di Capo Graziano
- Le Macine, accessibili dalla mulattiera che conduce al villaggio neolitico
- La spiaggia, nella località Le Punte
- Il villaggio di Filo Braccio
- La spiaggia, nella località Brigantini
- La Chiesa Parrocchiale di Santo Stefano, nella località Valle di Chiesa
- La Chiesa Parrocchiale di San Giuseppe, nella località Pecorini
- Lo Scoglio Giafante
- La Punta del Perciato, con un caratteristico arco naturale
- La Grotta del Bue Marino
- Il Monte Fossa delle Felci
- La sede della sezione distaccata del Museo eoliano in località porto.